# テアトル・オプティーク

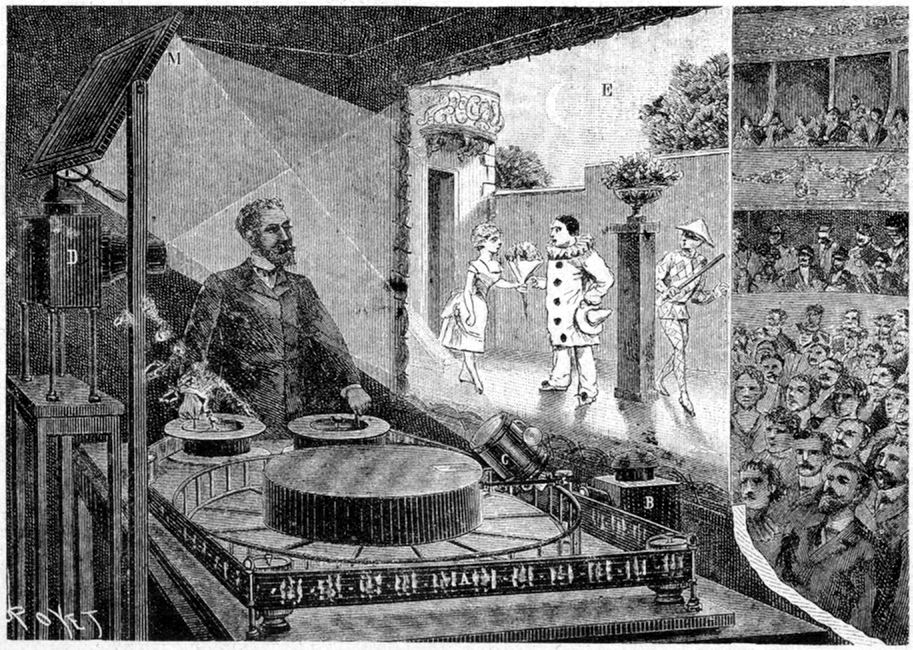
1892年にパリで行われたテアトル・オプティークの上映の様子。スクリーンに映されている作品は『哀れなピエロ』である。

テアトル・オプティーク（フランス語: Théâtre Optique、光学劇場または光の劇場という意味）は、1888年にフランスのシャルル・エミール・レイノーが開発した映画誕生以前の動画装置である。パーフォレーションが付いた長い帯に連続的な動きを描いた絵をスクリーン上に投影することで動画を創出する装置で、アニメーションの先駆けと考えられている。テアトル・オプティークの一般興行は、1892年10月からパリのグレヴァン蝋人形館で「光によるパントマイム」と称して行われたが、19世紀末に誕生した映画の隆盛によりテアトル・オプティークは衰退し、1900年に興行は終了した。

## 仕組み

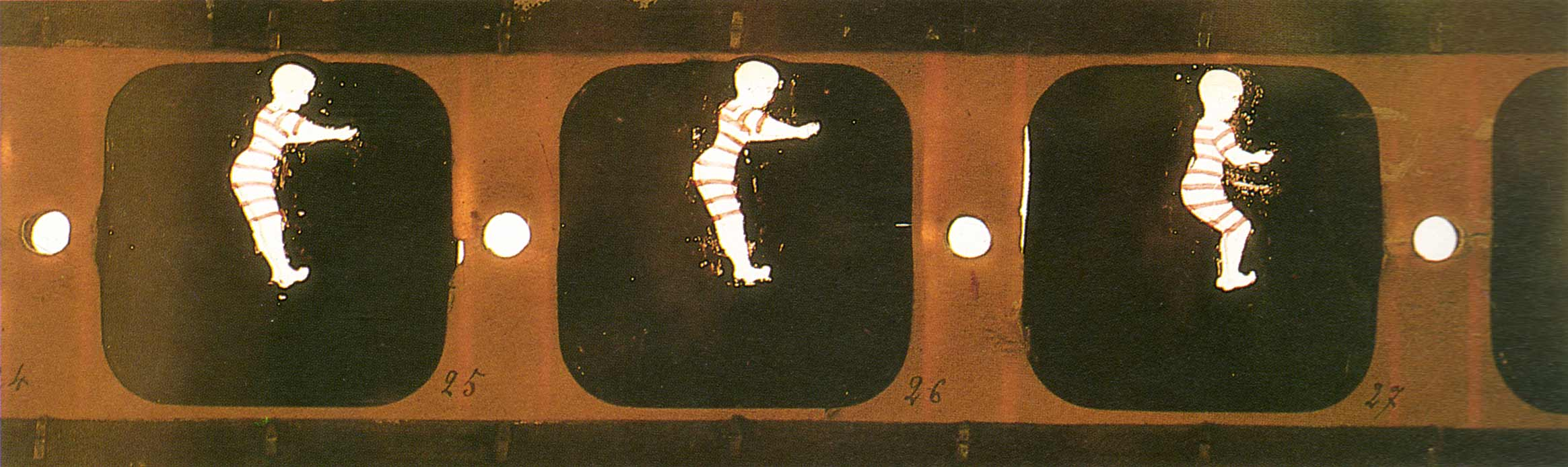
人物の連続的な動きを描いた挿絵の帯。コマとコマの間にパーフォレーションが1個ずつあけられている。

テアトル・オプティークで使用する絵は、背景と人物の絵が別々の素材に描かれている。背景はガラス板に描かれた固定画で、人物のシルエットを目立たせるために少し地味な彩色が施された。人物は連続的な動きを分解した絵として、丈夫な布製の帯にはめ込まれたゼラチンの小さな板に1コマずつ手彩色で描かれた。1コマは6×6センチの正方形で、人物のシルエットを浮き上がらせるため黒地に絵を描いた。この挿絵の帯のコマとコマの間には、帯の送り出しと巻き取りを可能にするためのパーフォレーションが1個ずつあけられている。
テアトル・オプティークの装置内には小さなピンの付いた大きな輪があり、このピンがパーフォレーションにかみ合うことで挿絵の帯を動かした。帯は巻き取り機を出たあと、光源となる幻灯の集光レンズの前を通過し、もう一つの巻き取り機に巻かれた。幻灯の集光レンズの前で光に透過された帯の絵は、大きな輪の中心の回転軸にある鏡のプリズムに投射され、それがさらに1枚の鏡に反射したあと、焦点レンズを経由して可動鏡に反射し、スクリーン上に投影された。これと同時にもう1台の幻灯で背景画を投影し、背景と人物の絵を1つの画面に合成して観客の前に映し出した。
挿絵の帯は手動で巻き取って動かした。そのため自在に手回しのスピードを変えて、絵の人物の動きを速くしたり、遅くしたりすることができた。また、巻き取り機を反対方向に回すことで、挿絵の帯を逆再生することも可能で、帯を前進させてから次に後退させることで、ある人物の動きを反復させたりすることができた。さらにテアトル・オプティークは機械仕掛けによって効果音を付けることで、音と映像を同期させることもできた。その方法は電磁石で作動する鉄の棒を、必要なタイミングで叩くというものである。テアトル・オプティークの作品『哀れなピエロ』を上映した時には、アルルカンがピエロを棍棒で殴りつけるシーンで、この方法により正確なタイミングで打撃音を付けた。

## 開発

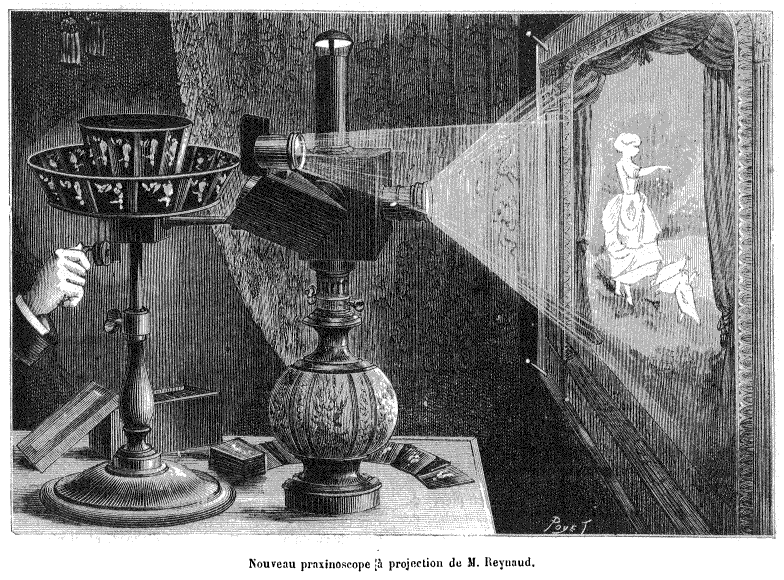
レイノーが発明した投影式プラキシノスコープによる上映の様子。

19世紀に入ると、仮現運動によって静止した絵を動いているように見せる視覚玩具が次々と作られた。その代表的なものが、1832年にジョゼフ・プラトーが発明した「フェナキスティスコープ」と、1834年にウィリアム・ジョージ・ホーナーが発明した「ゾーイトロープ」である。これらの装置は、連続的な動きを分解した絵を回転する装置のスリットから覗き見ることで、その絵が動いて見えるという仕掛けだった。フランスのシャルル・エミール・レイノーはこうした視覚玩具に興味を持ち、1877年にゾーイトロープを改良した「プラキシノスコープ」を発明した。この装置は二重のドラムから成り、ゾーイトロープのスリットに代わるものとして、内側のドラムに鏡のプリズムを貼り付け、そこに外側のドラムの内側に貼り付けた絵が反射して見えるという仕組みで、よりスムーズでちらつきの少ない動く絵を見ることができた。
19世紀半ばには、動く絵をスクリーン上に投影して一度に多数の観客に見せる試みが行われた。それを実現した最初の試みは、1853年にオーストリアの軍人フランツ・フォン・ウハティウスによって行われた。ウハティウスはフェナキスティスコープと幻灯を結びつけて、12枚の連続的な挿絵を投影する「投影式フェナキスティスコープ」を考案した。レイノーも1880年にプラキシノスコープに幻灯を組み合わせた「投影式プラキシノスコープ」を製作し、環状に配列されたガラス板に描かれた12枚の挿絵をスクリーン上に投影した。しかし、これらの装置は投影できる挿絵の枚数に限界があり、数分間も続く長い動く絵を投影することはできなかった。
そこでレイノーは、長時間も動く絵を投影できる装置の開発に専念した。レイノーは以前までのガラス板を使用せず、自転車のチェーンからヒントを得て、パーフォレーション付きの長い挿絵の帯を巻き取る方法に改良した。人物と背景の絵を合成したり、鏡のプリズムを使用したりする方法は、プラキシノスコープの技術から採っている。この装置の機構のアイデアは1882年頃までに大体は出来上がっていたが、その後装置を組み立てながら部分的改良を施したりするのに時間をかけ、1888年に「テアトル・オプティーク」として完成した。同年10月には最初に製作した挿絵の帯『一杯のビール』を数人の友人の前で上映した。12月1日にはテアトル・オプティークの特許を申請し、翌1889年1月14日にフランス特許第194482号として認められた。テアトル・オプティークは同年のパリ万国博覧会にも出品された。

## 興行

ジュール・シェレが描いた「光によるパントマイム」のポスター（1892年）。

テアトル・オプティークの一般興行は「光によるパントマイム（Pantomimes Lumineuses）」の名称で、1892年10月28日からパリのモンマルトル大通りにあるグレヴァン蝋人形館の2階小劇場「幻想の間（キャビネ・ファンタスティック）」で行われた。最初の上映プログラムは『一杯のビール』『道化師と犬』『哀れなピエロ』の3本で、上映中はグレヴァン博物館のオーケストラ指揮者で作曲家のガストン・ポーランが作曲した伴奏音楽が演奏され、その楽譜が会場で売られた。『哀れなピエロ』を上映した時には、ピエロがセレナーデを歌うシーンで、ポーランが舞台裏でスクリーンの動きに合わせて歌った。
しかし、レイノーはグレヴァン博物館と結んだ興行の契約により、自分を拘束することになった。その契約の条項によると、レイノーは毎月500フランと興行収入の10パーセントを受け取ることになっていたが、その代わりに平日に毎日5回、日曜と祭日には1日12回上演することが義務づけられ、勝手に他の場所で興行することも、装置を売ることも許されなかった。博物館は興行に必要な電気と伴奏楽士を提供したが、それ以外の興行の必要品や装置の維持費、作品製作の費用はすべてレイノーが負担することと決められたため、レイノーは給料を支払わなければならない技師を雇うこともできず、週42回に及ぶ上演で自ら装置を操作した。さらに毎年上映プログラムを変えることも求められたため、残りの時間は新作の挿絵の帯を作るのに費やされ、脚本の考案から1コマ1コマに手描きする作業もすべて一人でこなした。
1892年12月3日、レイノーは特別に認められてルーアンで「光によるパントマイム」の慈善興行を行った。翌1893年10月にはパリ地区以外でテアトル・オプティークを販売し利用することが認められたが、博物館で上映した作品を複製販売することは禁じられたため、レイノーはこの権利を行使しなかった。同年に博物館は約束通りプログラムの変更を求め、契約の解消で脅かしたため、レイノーは彫刻家のウルバン・バッセを映写技師に雇い、彼がその後の上映を引き受けた。その間にレイノーは新作『炉辺の夢』『脱衣小屋のまわりで』の創作に専念したが、完成に約1年間も費やしてしまい、1894年の3月から12月までは休演しなければならなくなった。

## その後
1895年に入ってからも、レイノーはグレヴァン博物館での興行のために、数百コマに及ぶ挿絵を手描きして新しいプログラムを作るという仕事に辟易していた。そんな中、レイノーはエティエンヌ＝ジュール・マレーが考案した連続写真撮影術クロノフォトグラフィにヒントを得て、テアトル・オプティークの上映用作品に写真を利用することを考え、1895年10月に「フォトセノグラフ（Photo-Scénographe）」という撮影機を組み立てた。しかし、レイノーはフォトセノグラフで撮影したフィルムをテアトル・オプティークにそのまま使用したわけではなく、1秒間に撮影される16枚の写真につき2、3枚の写真だけを選び、その写真の上に線を描いたり、着色を施したりして塗り替えてから上映に使用した。映画史家のジョルジュ・サドゥールによると、レイノーは写真フィルムを目的としてではなく手段と見なし、彼にとって写真は「その上に芸術作品が築き上げられるただの土台」でしかなかったという。
1895年12月28日、パリのキャピュシーヌ大通りにあるグラン・カフェで、リュミエール兄弟が開発した映画装置「シネマトグラフ」の商業上映が行われ、一般的にはこれが「映画の誕生の日」となった。シネマトグラフはパリをはじめ世界中で上映されて大きな評判を集めたが、その後もテアトル・オプティークの興行は続き、1896年4月にはフォトセノグラフで道化師のフーティとショコラが演じる寸劇『ウィリアム・テル』を撮影し、同年8月に「光によるパントマイム」の新作プログラムとして上映した。これに続いて、レイノーは有名な俳優フェリックス・ガリポーのパントマイムによる一人芝居『最初の葉巻』を撮影したが、そのフィルムはガリボーの顔のあらゆる表情に彩色する必要があったため、完成するまでに長い時間を要し、翌1897年7月にようやく上映された。
この頃には映画興行が盛んに行われ、人々の関心も動く絵を投影するテアトル・オプティークから現実光景を再現して映写する映画へと大きく移行し、テアトル・オプティークは顧みられなくなっていった。1898年6月にはテアトル・オプティークがグレヴァン博物館の唯一のプログラムではなくなり、ゴーモン社の映画装置「クロノフォトグラフ・ドゥメニー」の上映が追加された。レイノーは映画に対抗するために特製の映写機を作り、プライス一座の3人の道化師による作品を撮影してその性能を試してみたが、満足できる映像を得ることができず失敗した。1900年のパリ万国博覧会の開催が近づくと、グレヴァン博物館はその呼び物を更新することになり、1900年3月1日に「光によるパントマイム」の興行は終了した。それまでに「光によるパントマイム」は1万2800回もの上映を行い、50万人の観客が見物に訪れた。収入の途を断たれたレイノーは、その後いくつかの事業に失敗し、失意のどん底にいた1911年にテアトル・オプティークを破壊し、フィルムの大部分とともにセーヌ川に投げ捨てた。

## テアトル・オプティークの意義
テアトル・オプティークは、パーフォレーションが付いた細長い帯を映写して動画を創出するという点で、19世紀末に誕生した映画に先駆ける技術となった。アニメーション史研究者の津堅信之は、テアトル・オプティークには上記の点で「絵が連続的に動く」要素と「絵を映す」要素が複合されていることから、その挿絵の帯は「映画フィルムに限りなく近い」ものであると指摘している。ジョルジュ・サドゥールは、テアトル・オプティークがパーフォレーションの付いた柔軟な帯を映写に利用した最初のものであり、その点で映画フィルムのフォーマットを考案したトーマス・エジソンに先行していたと指摘している。2015年には「光によるパントマイム」とその現存する上映作品が、「映画とそのスペクタクルの発明を予期し、可能にした技術成果の集大成を証明する」ものとして、ユネスコの世界の記憶に登録された。
また、テアトル・オプティークは「アニメーションの直接的な元祖」とされている。テアトル・オプティークにおける背景と人物の絵を合成するという技法は、1910年代に確立したセルアニメーションの技術で応用され、その後のアニメーションの発展における最大要素のひとつとなった。国際アニメーション映画協会（ASIFA）は、パントマーム・リュミヌーズの興行初日にあたる10月28日を「世界で初めてアニメーションを一般公開した日」として記念し「国際アニメーションデー」と定めた。しかし、映画誕生以後、最初の本格的なアニメーション映画が登場するまでには10年以上を要しており、その作品はジェームズ・スチュアート・ブラックトンの『愉快な百面相』（1906年）やエミール・コールの『ファンタスマゴリー』（1908年）となった。
テアトル・オプティークは伴奏音楽を付けたり、機械的な方法によって映像と音を同期させる試みを行ったという点でも、先駆的な意義を果たした。ジョルジュ・サドゥールは、テアトル・オプティークが「映像と音とを並置させて同調させることのできた最初の試みであり、現在のトーキーの原理を漠然と予見するもの」だったと述べている。

## 作品一覧

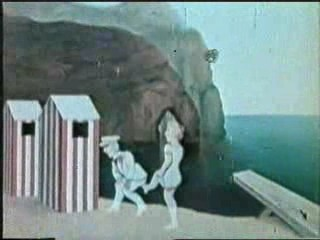
『脱衣小屋のまわりで』（1894年公開）

レイノーがテアトル・オプティークのために製作した作品は、挿絵によるものが5本、フォトセノグラフによるものが3本、合計8本である。このうち挿絵の帯が現存するのは『哀れなピエロ』と『脱衣小屋のまわりで』の2本だけである。
| グレヴァン博物館での上映期間 | - 邦題 - 原題                              | 製作年 | コマ数  | フィルムの長さ | 上映時間 | 備考                          | 出典          |
| ---------------------------- | ------------------------------------------ | ------ | ------- | -------------- | -------- | ----------------------------- | ------------- |
| 1892年10月～1894年2月        | - 一杯のビール - Un bon bock               | 1888年 | 700コマ | 50メートル     | 15分     | 現存せず                      | [ 42 ]        |
| 1892年10月～1894年2月        | - 道化師と犬 - Clown et ses chiens         | 1890年 | 300コマ | 22メートル     | 10分     | 背景画のみ現存                | [ 24 ] [ 43 ] |
| 1892年10月～1894年2月        | - 哀れなピエロ - Pauvre Pierrot            | 1891年 | 500コマ | 36メートル     | 15分     |                               | [ 44 ]        |
| 1894年12月～1900年3月        | - 脱衣小屋のまわりで - Autour d'une cabine | 1893年 | 636コマ | 45メートル     | 15分     |                               | [ 45 ]        |
| 1894年12月～1897年7月        | - 炉辺の夢 - Un Rêve au coin du feu        | 1893年 | 400コマ | 29メートル     | 12分     | 背景画のみ現存                | [ 24 ] [ 46 ] |
| 1896年8月～1900年3月         | - ウィリアム・テル - Guillaume Tell        | 1896年 | -       | -              | -        | フォトセノグラフ作品 現存せず | [ 31 ]        |
| 1897年7月～1898年12月        | - 最初の葉巻 - Le Premier cigare           | 1896年 | -       | -              | -        | フォトセノグラフ作品 現存せず | [ 31 ]        |
| 未公開                       | - 道化師プライス一座 - Les Clowns Price    | 1898年 | -       | -              | -        | フォトセノグラフ作品 現存せず | [ 31 ] [ 36 ] |